# Inge Klaan
Inge Karoline Klaan (* 8. Januar 1965 in Lutter im Eichsfeld als Inge Karoline Kanngießer) ist eine deutsche Politikerin (CDU) und war von 2012 bis 2014 Staatssekretärin im Thüringer Ministerium für Bau, Landesentwicklung und Verkehr.

## Leben
Inge Klaan bestand 1983 ihr Abitur in Heiligenstadt und studierte von 1984 bis 1989 an der Technischen Hochschule Leipzig (Dipl.-Ing. für Ingenieurbau). 1989 ging sie nach Nordhausen am Harz und wurde stellvertretende Stadtbaudirektorin. Von 1990 bis 1995 war sie Amtsleiterin Stadtsanierung und Bauverwaltung, von 1995 bis 2006 leitete sie das Stadtplanungsamt. In ihren Wirkungsbereich fiel u. a. die Planung der Landesgartenschau Nordhausen 2004. Anschließend war sie Dezernentin für Bau, Wirtschaft und Umwelt sowie hauptamtliche Beigeordnete der Stadt Nordhausen. Seit 2005 ist sie Mitglied der CDU. Zuvor war sie Mitglied der DBD, für die sie 1990 auf Listenplatz 1 für den Kreistag kandidierte.
Ab dem 1. März 2012 war sie Staatssekretärin im Thüringer Ministerium für Bau, Landesentwicklung und Verkehr (Nachfolgerin von Marion Eich-Born).
Im November 2013 wurde sie zur Landtagsdirektkandidatin der CDU im Wahlkreis Nordhausen II gewählt. Bei der Landtagswahl im September 2014 unterlag sie Katja Mitteldorf (Die Linke) mit 31,3 Prozent. Mit der Vereidigung des Kabinetts Ramelow I am 5. Dezember 2014 schied sie als Staatssekretärin aus.
Seit dem 1. August 2015 ist Klaan Geschäftsführerin der Städtischen Wohnungsbaugesellschaft (SWG) in Nordhausen.
Im April 2017 gab sie ihre Kandidatur für das Amt des Oberbürgermeisters der Stadt Nordhausen bekannt. Bei der Wahl am 10. September 2017 erhielt sie mit 35 % die meisten Stimmen, verpasste jedoch die erforderliche absolute Mehrheit. Bei der am 24. September 2017 stattgefundenen Stichwahl unterlag sie schließlich dem parteilosen Kandidaten Kai Buchmann mit 33,8 %.
Klaan gehört der katholischen Kirche an, ist verheiratet, hat zwei Kinder und wohnt in Nordhausen.